# Ferdinando Galiani
Ferdinando Galiani, né le 2 décembre 1728 à Chieti et mort le 30 octobre 1787 à Naples, est un économiste italien.

## Biographie
À l'âge de huit ans, Ferninando Galiani quitte Chieti, où son père était auditeur royal, pour Naples, afin d'y rejoindre son frère Berardo. Les deux enfants sont éduqués par leur oncle, Mgr Celestino Galiani, archevêque de Tarente et premier aumônier du roi, l’un des hommes les plus influents du royaume de Naples. Ferdinand Galiani se fait  remarquer « par la finesse de ses reparties, la vivacité de son esprit, et son étonnante précocité. »
Il étudie le droit auprès du jurisconsulte Marcello Papiniano Cusani (it), l'antiquité avec le latiniste Alessio Simmaco Mazzocchi, la toute nouvelle science de l'économie politique auprès de Bartolomeo Intieri, et du marquis Rinuccini. Niccolò Capasso (it). Il est également en contact avec Francesco Serao, Giambattista Vico et Antonio Genovesi,.
À vingt-deux ans, il entre dans les ordres. Il présente à l’Académie des Émules deux mémoires, l’un sur l’amour platonique, et l’autre sur l’état de la monnaie à l’époque de la guerre de Troie d’après le poème d’Homère.

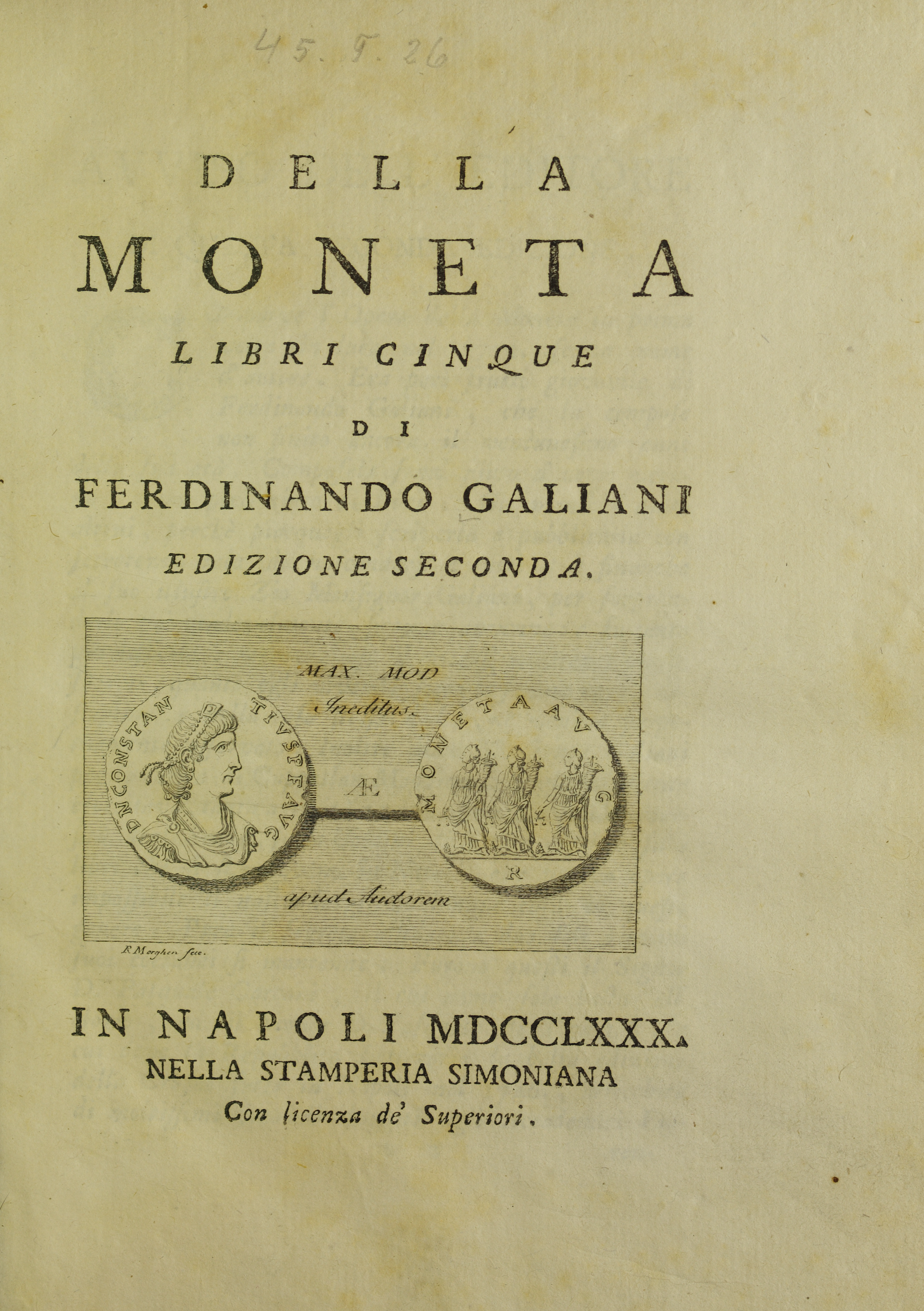
Della moneta, 1780.

Dans ce traité, intitulé  Della Moneta (De la monnaie, 1751), aujourd’hui considéré comme un classique italien, il se montre fervent défenseur de l’école mercantiliste, et s'inscrit dans le débat des grands principes économiques de l'époque, ceux de la théorie de la valeur et de la politique monétaire. Il traite aussi de beaucoup d’aspects de la question des échanges, faisant souvent référence à l’état de confusion qui caractérisait alors tout le système monétaire du gouvernement napolitain.
Le second ouvrage, Raccolta in Morte del Boia (Recueil des morts du bourreau),,,,, qui a assis sa réputation de satiriste, a joui d’une extrême popularité dans les cercles littéraires italiens de la fin du XVIIIe siècle. Galiani y parodie, dans une série de discours sur la mort du bourreau, le style des académiciens napolitains de l’époque. La renommée de ces deux œuvres s’étendra bientôt bien au-delà de Naples.
Le succès de De la monnaie a été retentissant. Le gouvernement en a adopté toutes les idées, il a été traduit en plusieurs langues. Galiani s’est vu accorder le bénéfice mitré de Centola, et l’abbaye de Saint-Laurent, valant cinq cents ducats de rente. Peu après, la cour de Naples lui a conféré l’abbaye de Sainte-Catherine de Celano, qui produisait six cents ducats de rente.
Le 18 novembre 1751, il part pour Rome, où le pape lui fait bon accueil. Il s’aperçoit bientôt que son nom est connu dans toute l’Italie, et que sa grande jeunesse ajoute encore à sa réputation. À Florence, l’Accademia della Crusca et La Colombaria l’ont reçu au nombre de leurs membres. À Padoue, à Venise, à Turin, il a été accueilli et fêté de tous, et il est revenu à Naples, après avoir noué d’étroites relations avec l’élite des savants et des littérateurs d’Italie. Sa connaissance politique et ses qualités sociales l’ayant fait remarquer du roi de Naples et de son ministre libéral Bernardo Tanucci, il est nommé, en 1755, à l’Académie Ercolanese avec la tâche de diriger les travaux d'excavation du Herculanum antique et d’en décrire les découvertes.
Le 10 janvier 1759, à l’ore de sa trentième année, il a été nommé officier du secrétariat d’État et de la Maison Royale, puis secrétaire d’ambassade à Paris avec 1 200 ducats de traitement. Il a reçu un très bon accueil dans la capitale française. Le baron de Gleichen et Grimm ont été les premiers membres des cercles diplomatiques avec lesquels il s’est lié intimement. Présenté par eux chez Louise d'Épinay, Marie-Thérèse Geoffrin, chez la duchesse de Choiseul, chez le baron d’Holbach, chez Suzanne Necker, il n’a pas tardé à devenir l’hôte favori de ces salons, où il a fait, par la même occasion, la connaissance des Encyclopédistes.
Dès 1760, on le voit installé à la campagne, chez Louise d’Épinay, à la Chevrette, ayant déjà une place à part dans cet intérieur, dont Diderot a laissé une peinture. C’est surtout avec ce dernier qu’il va se lier d’amitié. Par-delà les intérêts communs de ces deux intellectuels des Lumières pour des domaines aussi variés que la littérature, la philosophie, les arts ou les sciences, Galiani initiera Diderot à la politique et à l’économie, étape décisive dans l’évolution de sa pensée philosophique.
Au commencement de 1765, après dix ans passés à Paris, il a obtenu un congé d’un an pour retourner à Naples et prendre les bains de l’ile d’Ischia, chez le baron de Gleichen. Au mois de mai 1766, il se disposait à revenir en France, lorsque la Cour lui a confié l’examen d’un traité qu’elle allait conclure avec une puissance étrangère. Il a, à cette occasion, fait preuve de tant de savoir et de sagacité, que le roi l’a nommé conseiller auprès du Tribunal de Commerce puis, en 1777, ministre des Domaines royaux. Il pouvait demeurer à Naples de manière honorable, mais Paris lui tenait maintenant trop au cœur, et de même que six ans auparavant il avait sollicité son rappel à Naples, il a sollicité, avec la même instance, son retour à Paris. Le roi lui ayant accordé cette faveur, il est rentré à Paris au mois de novembre 1766, et a repris sa charge de secrétaire d’ambassade.

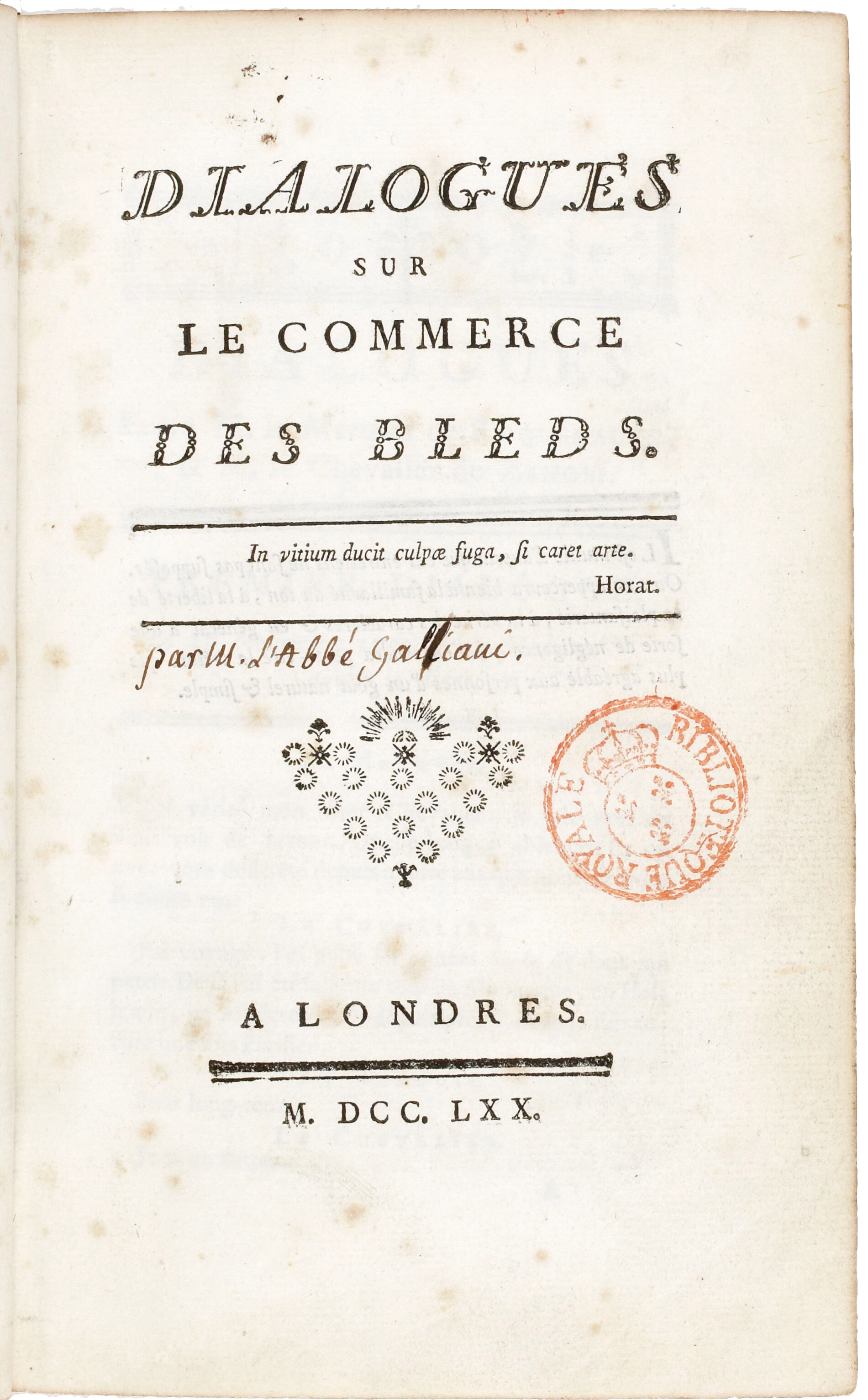
Dialogues sur le commerce des bleds, 1770.

En mai 1769, alors qu’il écrivait ses fameux Dialogues sur le commerce des bleds, la nouvelle foudroyante de son rappel lui est arrivée. La cause en est à rechercher auprès de Choiseul qui voulait ainsi sanctionner le ministre Tanucci, dont il dépendait à cause de sa farouche opposition au pacte de famille entre les branches des Bourbons de France et d’Espagne, mais également des Deux-Siciles, qui menaçait l’indépendance de Naples.
Sa réputation d’économiste s’est construite sur ses Dialogues sur le commerce des bleds, ouvrage rédigé à partir de 1768 en langue française et publié semi-clandestinement en 1770. Ces Dialogues traitaient de la question, très agitée à l’époque, de la liberté du commerce des céréales et, en particulier, de l’édit royal de 1764 permettant l’exportation du grain à condition que le prix n’atteigne pas un certain seuil. Galiani maintient le principe général que le meilleur système concernant ce commerce est de n’avoir aucun système, chaque pays exigeant, selon lui, différents modes de traitement selon les circonstances. Il va jusqu'à défendre certaines des positions les plus contestables des mercantilistes – comme Voltaire ou Pietro Verri qui considéraient qu’un pays ne peut s’enrichir qu’aux dépens d’un autre – allant jusqu’à défendre, dans son premier traité, la dévaluation de la monnaie par les gouvernements. Le style léger et agréable ainsi que la vivacité de l’esprit de cet ouvrage a enchanté Voltaire, qui l’a décrit comme un croisement entre Platon et Molière. « L’auteur, dit Pecchio, a traité son sujet aride comme Fontenelle l’a fait des vortex de Descartes ou Algarotti du système newtonien du monde. »
À son retour à Naples, les services rendus à la couronne ont été reconnus et les gages de sa charge de conseiller du commerce ont été fixés presque au double de ce qu’on accordait pour l’ordinaire aux autres. Dès son retour à Naples, il remplit ses fonctions de magistrat avec tant de succès, qu’un an après, le roi lui conférait la nouvelle charge de secrétaire du Tribunal du commerce. Le 6 mai 1777, le roi, de plus en plus satisfait des services qu’il rendait, l’a nommé ministre des Domaines, c’est-à-dire président du Conseil chargé d’administrer le domaine privé du roi. Peu après, il lui a encore confié les fonctions d’avocat fiscal, avec cent ducats d’or d’appointements. En 1782, il est nommé assesseur du Conseil suprême des finances. Peu après, on lui a conféré la charge d’assesseur de la surintendance du Fonds de séparation.
Il a composé à cette époque son traité des Instincts et des gouts habituels de l’homme, ou principes du Droit de la nature et des gens, tiré des poésies d’Horace. Il a  également dressé le plan d’une Académie dramatique pour les élèves des conservatoires de Naples. Un peu plus tard, il a écrit son Socrate Imaginaire. Sa réputation n’avait fait que grandir, il était connu dans l’Europe entière, et en correspondance avec nombre de princes européens dont Frédéric II, Catherine II, les princes de Saxe-Gotha, le prince héréditaire de Brunswick, etc. Il a également entretenu jusqu’à sa mort une correspondance avec les amis de sa période parisienne qui a été éditée en 1818. Il étonnait non seulement par l’originalité de ses idées, mais aussi par le tour adroit, singulier, imprévu, dont il en amenait le développement. Un de ses grands plaisirs était de prouver aux hommes à systèmes ou à idées préconçues qu’ils n’avaient pas tout vu là où ils avaient cru tout voir, et que, faute d’un aperçu négligé par eux, ils avaient laissé échapper la vérité, croyant au contraire l’avoir atteinte.
Il possédait un des plus beaux musées de Naples ; on y voyait des médailles, des camées, des bronzes antiques, des vases, des tableaux, des armes, entre autres l’épée de César Borgia. Il avait acheté à bas prix, au moment où l’on vendait celles des jésuites, une superbe bibliothèque composée des plus belles éditions des classiques grecs et latins. Il aimait beaucoup la musique et possédait toutes les partitions d'opéra de son temps.
Le 13 mai 1785, à la suite d'une séance du Conseil du Fonds de séparation, il a été frappé d'une attaque d'apoplexie, ne permettant pas de le transporter. Il a entrepris, l'année suivante, un voyage dans les Pouilles, avant de revenir à Naples continuer ses travaux. Le 7 avril 1787, il a visité Venise, Modène, Padoue, etc. mais l’hydropisie dont il était affecté laissait présager sa mort prochaine qu’il a accueillie avec sa sérénité et son détachement habituels.

## Jugements
« En France, nous avons de l’esprit en petite monnaie ; en Italie, ils l’ont en lingot. »

— Duchesse de Choiseul

« L’abbé Galiani était de sa personne le plus joli petit arlequin qu’eût produit l’Italie ; mais sur les épaules de cet arlequin, était la tête de Machiavel. Épicurien dans sa philosophie, et, avec une âme mélancolique, ayant tout vu du côté ridicule, il n’y avait rien ni en politique, ni en morale. à propos de quoi il n’eût quelque bon conte d faire ; ces contes avaient toujours la justesse de l’â-propos et le sel d’une allusion imprévue et ingénieuse. »

— Marmontel

« Si l’on faisait des abbés Galiani chez les tabletiers, tout le monde voudrait en avoir à la campagne. »

— Diderot

## Publications
- De la Monnaie (1751). Rééd. Paris, Librairie M. Rivière, 1955 ; Paris, Economica, 2005  (ISBN 978-2-7178-4998-1).
- Dialogues sur le commerce des bleds, Londres Paris, Merlin, 1770 (réimpr. Paris, Fayard, 1984, 978-2-213-01479-1), [4]-314-[1], in-8° (OCLC 829490384, lire en ligne sur Gallica).
- Discours sur la parfaite conservation des grains, 1754.
- (it) Componimenti vari per la morte di Domenico Jannacone, (...), 1749.
- Des instincts ou des goûts naturels et des habitudes de l'homme, ou Principes des droits de la nature et des gens, tirés des poésies d'Horace
- Le Socrate imaginaire, plan d'un opéra.
- Sur les devoirs des Princes neutres envers les Princes belligérants, et de ceux-ci envers les neutres.

## Correspondance
- Ferdinando Galiani et Louise d’Épinay, Correspondance I, 1769-1770, Paris, Desjonquères, 1992  (ISBN 978-2-904227-61-5)
- Ferdinando Galiani et Louise d’Épinay, Correspondance. II, 1771-février 1772, Paris, Desjonquères, 1993.
- Ferdinando Galiani et Louise d’Épinay, Correspondance. III, mars 1772-mai 1773, Paris, Desjonquères, 1994.
- Ferdinando Galiani et Louise d’Épinay, Correspondance. IV. juin 1773-mai 1775, Paris, Desjonquères, 1996.
- Ferdinando Galiani, Louise d’Épinay, Correspondance. V, juin 1775-juillet 1782, Paris, Desjonquères, 1997.
- Ferdinando Galiani, Louise d’Épinay, Chez les conteurs du XVIe siècle : « Histoires qui ne disent mot. » I. Rabelais. II. Marguerite de Navarre (1492-1549). Paul Valéry; du symbolisme au classicisme. Un citoyen de Cosmopolis au XVIIIe siècle : l’abbé Galiani et sa correspondance, Paris, Centre de documentation universitaire, 1961.
- Ferdinando Galiani, Louise d’Épinay, Lettres de l’Abbé Galiani à Madame d’Épinay : Voltaire, Diderot, Grimm, le baron d’Holbach, Morellet, Suard, d’Alembert, Marmontel, la vicomtesse de Belsunce, etc. : publiées d’après les éditions originales, augmentées des variantes, de nombreuses notes et d’un index, avec notice biographique, Paris, Gervais Charpentier, 1881.